# Marija
Marija je žensko osebno ime.

## Slovenske različice
- ženske različice imena: Ana Marija, Maca, Manca, Manica, Mancika, Manča, Manja, Manjana, Manjaša, Manjula, Mankica, Manon, Mara, Marajka, Mare, Marenka, Mari, Maria, Mariana, Marica, Mariča, Marička, Marie, Mariel, Mariela, Mariena, Marienka, Marieta, Marinela, Marinka, Marja, Marlena, Marlenka, Mica, Marina, Marinka, Marijana, Marion, Marjana, Marisa, Mariša, Mariška, Marita, Mariza, Marizela, Marižan, Marja, Marša, Maruša, Maruška, Meri, Merica, Maša, Mia, Mici, Micika, Micka, Mija, Mimi, Mimica, Mimka, Mimika, Mirjam, Mirjana, Mojca, Ria, Rija, Rijada, Rijana, Rina, Rita, Rožamarija
- moške različice imena: Mario, Marij, Marinko, Marjan, Marijan

## Tujejezikovne različice imena
- pri Angležih: Mary, skrajšano May
- pri Francozi: Marie, manjšalno Marion, Manon
- pri Italijani: Maria, manjšalno Marietta, Maritta, skrajšano Rita
- pri Nemcih: Maria, Marei, Mia, Mieke, Mizzi, Ria
- pri Špancih: María, manjšalno Marita
- pri Rusih: skrajšano Mara, Marja, Manja, Maša

## Izvor in pomen imena
Mariologi so doslej podali okoli 60 poskusov razlag imena Marija. Kot najbolj sprejemljiva je razlaga, da ime izhaja iz hebrejskega imena Mirjam v pomenu »tista, ki jo Bog ljubi«, »razsvetljevalka«, »gospa, vzvišena«. Razlaga »tista, ki jo Bog ljubi« temelji na povezavi imena Mirjam s staroegiptovsko  besedo mry(t) v pomenu »ljubljena  (od boga)«.

## Pogostost imena
Po podatkih Statističnega urada Republike Slovenije je bilo na dan 31. decembra 2007 v Sloveniji število ženskih oseb z imenom Marija: 72.859. Med vsemi ženskimi imeni pa je ime Marija po pogostosti uporabe uvrščeno na 1. mesto.

## Osebni praznik
V koledarju je ime Marija zapisano petnajstkrat. Na krščanski kult Marije pa sta vezana predvsem dva praznika: veliki šmaren, ki se praznuje 15. avgusta  (Marijino vnebovzetje) in mali šmaren, ki se praznuje 8. septembra (Marijino rojstvo).
Pregled nekaterih godovnih dni po novem bogoslužnem koledarju v katerih goduje Marija.
- 1. januar, Božja mati
- 11. februar, Lurška mati Božja
- 16. april, Mati dobrega svéta
- 24. maj, Pomočnica kristjanov
- 30. maj, obiskovanje Matere božje
- 16. julij, Karmelska Mati božja
- 5. avgust, Marija Snežna
- 15. avgust, Marijino vnebovzetje (veliki šmaren)
- 22. avgust, Marija Kraljica
- 8. september, Marijino rojstvo (mali šmaren)
- 12. september, Marijino ime
- 15. september, Žalostna Mati božja (Sočutna, Marija Sedem žalosti)
- 24. september, Rešiteljica jetnikov (Mercedes)
- 7. oktober, Roženvenska Mati božja
- 21. november, Marijino darovanje
- 8. december, Marijino brezmadežno spočetje

## Znani nosilci imena

### Ženske
- svetopisemske osebe:

- Devica Marija (Sveta Marija)
- Marija Magdalena
- Marija Kleopa
- Marija iz Betanije

- Marija Terezija
- Marija I. Angleška
- Marija I. Škotska
- Maria Callas
- Marie Skłodowska-Curie
- Marija Hranjec
- Maria Montessori
- Marija Šarapova
- Marija Šerifović
- Marija Šestak
- Marija Vojskovič

### Moški
- Ignac Marija Attems
- Sv. Jožefmarija Escrivá
- Klemen Marija Dvoržak
- José María Velasco Gómez
- Rainer Maria Rilke
- Carl Maria von Weber
- Boštjan Marija Zupančič

## Cerkve in kraji na Slovenskem narodnem ozemlju, poimenovani po Mariji
- Svetim Marijam so v Sloveniji posvetili okoli 320 cerkva
  - po njih so poimenovani kraji kot npr. Šmarje (6 krajev v Sloveniji)

- Marija Gradec, občina Laško
- Marija Reka, občina Prebold
- Marijino Celje (v Sloveniji in Avstriji)
- Gospa Sveta (Maria Saal) osrednje karantansko, koroško idr. romarsko središče, je posvečeno Mariji ("Gospa" je še danes osebno ime pri Srbih in ustreza francoskemu "Notre Dame", poimenovanjem številnih katedral)
- Maria Elend, Podgorje v Rožu
- Maria Lotetto, Gorica (na Vrbskem jezeru, Celovec)
- Maria Rain, Žihpolje
- Maria Rojach (avstr. Štajerska)
- Maria Wörth, Otok (na Vrbskem jezeru)
- Marija na Zilji (Maria Gail) cerkev in vas v mestni občini Beljak na avstrijskem Koroškem oz. na južnem Koroškem
- Marijina vas, občina Laško

- v državah, nastalih na ozemlju bivše Jugoslavije je tudi nekaj krajev poimenovanih po Mariji, večinoma na Hrvaškem
  - Marija Bistrica, osrednje hrvaško romarsko središče
  - Marija Gorica
  - Marija Trošt
  - Sveta Marija na Krasu
  - po latinskem Sancta Maria nastala krajevna imena za mesto Sutomore severno od Bara v Črni Gori, Stomorino selo pri Zadru in Stomorin otok (Kornat)
- v Italiji mdr. Mariano del Friuli

## Zanimivosti
- Na pomladansko in jesensko praznovanje Marije se nanaša pregovor: »Pomladanska Marija (25. marca) pripelje lastovke v deželo, jesenska (8. septembra jih pa odpelje«.
- Zanimiva sta še vremenska pregovora. Prvi je: »Če je na velki šmaren grdo vreme, bo huda zima«. Drugi pa pravi: »Kadar velikega šmarna sonce peče, tedaj dobro vino v sod poteče«